# Nasser Al-Kharafi
Nasser Al-Kharafi (arabisch ناصر محمد عبد المحسن الخرافي, DMG Nāṣr Muḥammad ʿAbd al-Muḥsin al-Ḫarāfī; * 17. Juni 1943 in Kuwait; † 17. April 2011 in Kairo) war ein kuwaitischer Unternehmer.

## Leben
Er war der Besitzer des Unternehmens M. A. Kharafi & Sons. Er hielt die Mehrheit von Zain, einem der größten Telekommunikationsunternehmen im Nahen Osten und Afrika.  Kharafi hatte  Unternehmen und Franchiseunternehmen in 11 Ländern, darunter Ägypten, Südafrika und Syrien. In Ägypten baute die Al Kharafi Gruppe den Hafen Ghalib International Marina. Das Forbes Magazine setzte ihn 2011 auf Platz 77 einer Liste der reichsten Männer der Welt mit einem geschätzten Vermögen von 10,4 Milliarden US-Dollar.
Al-Kharafi starb 2011 in Kairo an einem Herzinfarkt. Er war verheiratet und hatte fünf Kinder. Sein Bruder Jassem Al-Kharafi ist Sprecher des Kuwaitischen Parlaments; seine Schwester Faiza ist Rektorin der Universität Kuwait.

## Auszeichnungen
- Ehrendoktor der Amerikanischen Universität Beirut
- 2004 Verleihung der Jordanischen Independence Medal durch König Abdullah II.[2]